# (6320) Bremen
(6320) Bremen ist ein Asteroid des Hauptgürtels, der am 15. Januar 1991 vom deutschen Astronomen Freimut Börngen an der Thüringer Landessternwarte Tautenburg (IAU-Code 033) in Thüringen entdeckt wurde.
Der Asteroid wurde von Börngen nach der Stadt Bremen benannt, weil dort durch Wilhelm Olbers und Karl Ludwig Harding Anfang des 19. Jahrhunderts die Asteroiden Pallas, Juno und Vesta entdeckt wurden. Die Ehrung Bremens erfolgte außerdem zum 75-jährigen Jubiläum der in Bremen ansässigen Olbers-Gesellschaft.
Der Himmelskörper gehört zur Nysa-Gruppe, einer nach (44) Nysa benannten Gruppe von Asteroiden, die auch als Hertha-Familie bekannt ist (nach (135) Hertha).